# Ronald I. Meshbesher
Ronald I. Meshbesher (Minneapolis, 18 maggio 1933 – Deephaven, 13 giugno 2018) è stato un avvocato e giurista statunitense, fondatore e presidente dello studio legale Minnesota Meshbesher & Spence.

## Biografia
Laureatosi in giurisprudenza all'Università del Minnesota, a 24 anni era pubblico ministero della contea di Hennepin dove istruì 45 casi giudiziari in tre anni, con un elevato tasso di condanne. Nel 1961 fondò lo studio legale Meshbesher & Spence.
Il Minneapolis Star Tribune, il quotidiano più diffuso della città, lo definì come «un decano dell'avvocatura del Minnesota nel campo della difesa penale durante una carriera di 45 anni».
Dopo aver dato alle stampe il Trial Handbook for Minnesota Lawyers ("Manuale per gli aspiranti avvocati del Minnesota") nel '92, divenne fondatore, presidente o vice presidente di varie associazioni, quali: l'Associazione degli Avvocati Penalisti del Minnesota, l'Associazione Nazionale degli Avvocati Penalisti statunitense (National Association of Criminal Defense Lawyers) dal 1984 al 1985, e l'American Board of Criminal Lawyers.

## Nel cinema
Una scena del film A Serious Man è ambientata nella sede di Minneapolis dello studio Meshbesher & Spence.